# Maxime Colin
Maxime Jean-Yves Colin (* 15. November 1991 in Arras) ist ein französischer Fußballspieler, der seit 2023 beim französischen Erstligisten FC Metz unter Vertrag steht.

## Vereinskarriere
Colin wuchs in Anzin-Saint-Aubin bei Arras auf und begann bei einem Verein aus dem Ort das Fußballspielen. Er gehörte drei weiteren Vereinen aus der Region an, ehe er im Februar 2009 mit 17 Jahren zur US Boulogne wechselte, die im selben Jahr den Sprung in die erste Liga schaffte.  Der junge Spieler kam in der höchsten französischen Spielklasse allerdings nicht zum Einsatz, da er erst 2010 und damit nach dem Wiederabstieg in den Profikader aufgenommen wurde. Sein Zweitliga- und zugleich Profidebüt erreichte Colin, als er am 17. September 2010 bei einer Partie gegen Stade Laval über die vollen 90 Minuten auflaufen durfte. Fortan spielte er regelmäßig für das Team, mit dem er 2012 den Abstieg in die dritte Liga hinnehmen musste.
Im Anschluss daran blieb er dem Klub zunächst treu, kehrte aber Anfang September 2012 doch noch in den Profifußball zurück, als er vom Erstligisten ES Troyes AC unter Vertrag genommen wurde. Die für den Transfer angefallene Ablösesumme wird auf 500.000 Euro geschätzt. Zuvor hatten mehrere andere Klubs Interesse an dem Spieler gezeigt. Bei Troyes gelang Colin sein Erstligadebüt, als er am 6. Oktober 2012 beim 2:3 gegen den SC Bastia über die volle Länge des Spiels auf dem Platz stand. Abgesehen von einer Verletzungspause hatte er auch bei dem Erstligisten einen Stammplatz inne, konnte den Abstieg aus der höchsten Spielklasse am Ende seines ersten Jahres in Troyes jedoch nicht verhindern. In der nachfolgenden Zeit konnte er seinen Platz in der ersten Elf festigen.
Die Saison 2014/15 spielte er für den belgischen Verein RSC Anderlecht und die folgenden zwei Jahre stand er beim englischen Zweitligisten FC Brentford unter Vertrag. Am 31. August 2017 wechselte er zu dessen Ligarivalen Birmingham City und unterschrieb einen Vierjahresvertrag. 2023 verließ er Birmingham nach sechs Jahren und wechselte zurück in sein Heimatland zum FC Metz.

## Nationalmannschaft
Nachdem er sich in der Zweitligamannschaft von Boulogne etabliert hatte, wurde Colin zu Beginn des Jahres 2011 in die französische U-20-Auswahl berufen und gab für diese sein Debüt, als er am 9. Februar beim 2:1 gegen England in der 46. Minute eingewechselt wurde. Neben diesem bestritt er vier weitere Freundschaftsspiele, bevor er im Sommer desselben Jahres für den Kader zur U-20-WM nominiert wurde. Im Verlauf des Turniers wurde er bei einem Vorrundenspiel sowie im Spiel um Platz drei gegen Mexiko berücksichtigt. Weil Letzteres mit 1:3 verloren ging, erreichte Colin mit seiner Mannschaft den vierten Rang. Er wurde danach kein weiteres Mal für die Auswahl berücksichtigt.